# Tanjungsari (Buluspesantren)
Tanjungsari is een bestuurslaag in het regentschap Kebumen van de provincie Midden-Java, Indonesië. Tanjungsari telt 1814 inwoners (volkstelling 2010).